# Daniel de La Touche
Daniel de La Touche, señor de La Ravardière, fue un experimentado lugarteniente general de la Marina francesa del siglo XVII recordado por haber dirigido la expedición francesa que, en 1612, dio inicio a las pretensiones de colonización en el norte de Brasil. La colonia, denominada Francia Equinoccial y de muy breve existencia, tuvo su hito en la fundación el 8 de septiembre del "Fuerte Saint Louis" (Forte de São Luís), siendo el actual Palacio de los Leones el núcleo de la antigua fortaleza. El palacio alberga ahora la sede del gobierno del estado de São Luís, actual capital de Maranhão.

## Biografía
Daniel de La Touche era un noble, de religión protestante, natural de Poitou, en la región del Loira, vivió la mayor parte de su vida en Cancale con su esposa, en una ciudad portuaria cercana de Saint-Malo, en el norte de Francia, en la región de la Bretaña. 

### La expedición
En la época el rey de Francia era Enrique IV,  a quien La Touche habría convencido de la importancia de tomar posesión de las regiones no ocupadas por los portugueses. La Touche conocía la zona, ya que en 1604 había explorado las costas de Guyana como piloto de Jean Mocquet. Pero Enrique murió, dejando como sucesor a su hijo Luis XIII, aún un niño. La viuda de Enrique, Maria de Medici, de
religión católica, asumió la regencia impidió la expedición por las diferencias religiosas con La Touche.
Después algunos cabildeos en la corte, se aseguró los fondos del almirante François Rossilly, señor Almers (líder católico) y del señor de Sancy, Nicolas de Herley, la Touche partió de Cancale en marzo de 1612, con una carabela y dos barcos, Saint-Anne, Regente y Charlotte, con una tripulación de unos 500 hombres, entre ellos algunos frailes capuchinos. Viajaro n durante cinco meses completos, experimentando los sinsabores del mal tiempo. Llegados en septiembre de ese mismo año, arribaron a la Montaña de los Caníbales, un punto alto en la isla Grande, dominio de los tupinambás.

## Papagayos amarillos
La saga se cuenta en detalle en el libro de Maurice Pianzola, Les Perroquets Jaunes (Os Papagaios Amarelos, en traducción al portugués), subtitulado Franceses à Conquista do Brasil / XVII Século, que fue adaptada para el cine en 2002 y así producidos una película y un documental, bajo la dirección de la suiza Emmanuelle de Riedmatten. Los indios tupinamba llamaban a los franceses papagayos amarillos, por ser  rubios/pelirrojos y charlatateaban de modo diferente a los portugueses.
Para los indios los franceses ya no eran extraños y las nuevas tierras tampoco eran desconocidas para los franceses, pues años antes Jacques Riffau había comandado una expedición que se estableció durante un tiempo en la misma isla, en la actual São Luís. Teniendo que regresar a Francia, dejó a su lugarteniente, Charlex de Vaux, al cuidado de la factoría instalada, que aprendió la lengua de los nativos. Como su comandante se demoraba en volver, él también partió para Francia. El mismo La Touche había pasado por esas tierras en dos oportunidades anteriores.
Los franceses se coaligaron con los tupinambas, que les ayudaron a levantar la fortificación y un pequeño grupo de residencias, ya desde la expedición de la Touche, pero no fueron suficientes para hacer frente a la ofensiva portuguesa, liderada por Jerônimo de Albuquerque Maranhão y Alexandre de Moura, que expulsaron a los franceses de la región a finales del año 1615.

## Carta patente
Se puede observar un fragmento del documento oficial del de la corte francesa delegndo en La Touche poderes de colonización al sur de Guyana,

de La Ravardière La Touche, su lugarteniente general en tierra de América, desde el río de las Amazonia hasta la isla de Trinidad, que habría hecho dos viajes diferentes a las Indias para descubrir puertos y ríos propios para abordar y establecer colonias, lo que habría tan felizmente sucedido que, habiendo llegado en esas bandas, habría disouesto fácilmente los isleños de Maranhao y la tierra firme adyacente visto por los tupinambás, tabajaras y otros a buscar nuestra protección.
de La Ravardière de La Touche, seu lugar-tenente-geral na terra da América, desde o rio das Amazonas até a ilha da Trindade, que teria feito duas viagens diversas às Índias para descobrir portos e rios próprios para abordar e estabelecer colônias, o que teria tão felizmente sucedido que, tendo chegado naquelas bandas, tinha facilmente disposto os habitantes das ilhas do Maranhão e da terra firme adjacente vista por ele tupinambás, tabajaras e outros a buscar nossa proteção.

## Marcas dejadas en Maranhão
El sueño de una colonia francesa en Brasil, dejó algunas marcas en la sociedad maranhense; en São Luís hay parques públicos y tiendas con el nombre de los conquistadores, bustos, un colegio Bautista con el nombre de La Touche, incluso una marca de café bien conocida (Café La Touche) y en la ciudad existe la avenida Daniel de la Touche.
El edifício de la prefectura de la ciudad de San Luis se llama Palacio de La Ravardière  en su honor. 
Existe actualmente una pretensión de fortalecer los lazos entre la región y Francia, incentivando inclusive el intercambio cultural.

## 400 años después

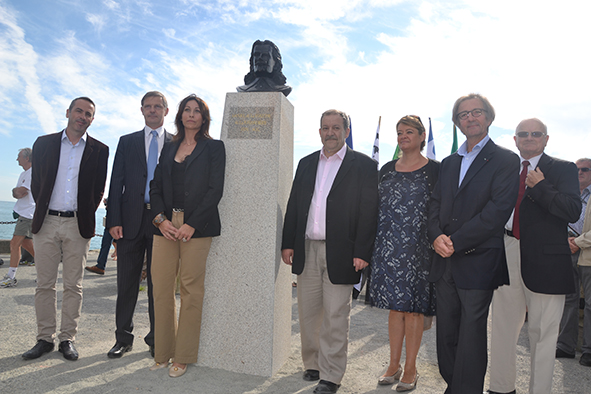
Inauguración del monumento a la memoria de Daniel de la Touche de la Ravardiere en Cancale

El 8 de septiembre de 2012 se inauguró en Cancale, Francia, un busto de Daniel de la Touche, en conmemoración de los 400 años de São Luís.
Un monument à sa gloire a été inauguré le 8 septembre 2012. La obra, en bronce del escuptor Patrick Abraham fue colocada cerca del faro de la Houle por iniciativa del Museo de Cancale.